# Ski de fond aux Jeux olympiques de 2002
Navigation
Nagano 1998 Turin 2006
Résultats des épreuves de Ski de fond aux Jeux olympiques de 2002.
Les épreuves de ski de fond des Jeux olympiques de Salt Lake City sont perturbées par le dopage. En effet, trois vainqueurs seront convaincus de dopage et destitués de leurs titres. Il s'agit de l'espagnol Johann Mühlegg, les russes Larisa Lazutina et Olga Danilova.
Johann Mühlegg, qui avait remporté le 30 km classique et la poursuite, est disqualifié lors de sa victoire dans le 50 km. Dans un premier temps, ses titres sur 30 km et la poursuite ne lui sont pas retirés. Ce n'est que beaucoup plus tard, après de longues procédures, en février 2004, que tous ses titres lui seront retirés.
De même, les médailles de Danilova et de Lazutina leur seront également retirées après de nombreuses procédures (en 2004 pour Danilova et 2003 pour Lazutina). Elles avaient été convaincues de dopage lors du contrôle suivant l'épreuve du 30 km, initialement remportée par Lazutina.

## Podiums
| Épreuves              | Or                                                                          | Argent                                                                 | Bronze                                                                                  |
| --------------------- | --------------------------------------------------------------------------- | ---------------------------------------------------------------------- | --------------------------------------------------------------------------------------- |
| 20 km poursuite H     | Thomas Alsgaard Frode Estil                                                 |                                                                        | Per Elofsson                                                                            |
| 15 km départ groupé H | Andrus Veerpalu                                                             | Frode Estil                                                            | Jaak Mae                                                                                |
| 50 km classique H     | Mikhaïl Ivanov                                                              | Andrus Veerpalu                                                        | Odd-Bjørn Hjelmeset                                                                     |
| 30 km libre H         | Christian Hoffmann                                                          | Mikhail Botvinov                                                       | Kristen Skjeldal                                                                        |
| 1,5 km sprint H       | Tor Arne Hetland                                                            | Peter Schlickenrieder                                                  | Cristian Zorzi                                                                          |
| relais 4 × 10 km H    | Norvège Anders Aukland Frode Estil Kristen Skjeldal Thomas Alsgaard         | Italie Fabio Maj Giorgio Di Centa Pietro Piller Cottrer Cristian Zorzi | Allemagne Jens Filbrich Andreas Schlütter Tobias Angerer René Sommerfeldt               |
| 10 km poursuite F     | Beckie Scott                                                                | Kateřina Neumannová                                                    | Viola Bauer                                                                             |
| 10 km classique F     | Bente Skari                                                                 | Julija Tchepalova                                                      | Stefania Belmondo                                                                       |
| 30 km classique F     | Gabriella Paruzzi                                                           | Stefania Belmondo                                                      | Bente Skari                                                                             |
| 15 km libre F         | Stefania Belmondo                                                           | Kateřina Neumannová                                                    | Julija Tchepalova                                                                       |
| 1,5 km sprint F       | Julija Tchepalova                                                           | Evi Sachenbacher Stehle                                                | Anita Moen                                                                              |
| relais 4 × 5 km F     | Allemagne Manuela Henkel Viola Bauer Claudia Künzel Evi Sachenbacher Stehle | Norvège Marit Bjørgen Bente Skari Hilde G. Pedersen Anita Moen         | Suisse Andrea Huber Laurence Rochat Brigitte Albrecht Loretan Natascia Leonardi Cortesi |

## Médailles
| Rang | Nations            |   |   |   | Total |
| ---- | ------------------ | - | - | - | ----- |
| 1er  | Norvège            | 5 | 2 | 4 | 11    |
| 2e   | Italie             | 2 | 2 | 2 | 6     |
| 3e   | Russie             | 2 | 1 | 1 | 4     |
| 4e   | Allemagne          | 1 | 2 | 2 | 5     |
| 5e   | Estonie            | 1 | 1 | 1 | 3     |
| 6e   | Autriche           | 1 | 1 | 0 | 2     |
| 7e   | Canada             | 1 | 0 | 0 | 1     |
| 8e   | République tchèque | 0 | 2 | 0 | 2     |
| 9e   | Suède              | 0 | 0 | 1 | 1     |
| 9e   | Suisse             | 0 | 0 | 1 | 1     |